# Charles Asuako Owiredu
 (juillet 2025).
Charles Asuako Owiredu est né le 7 juin 1975, est un homme politique ghanéen, diplomate, membre du Parlement du Ghana et actuellement député de la circonscription d'Abirem (en) dans la région orientale du Ghana. Il a été haut-commissaire du Ghana, en Afrique du Sud, aux Seychelles et à l'île Maurice.

## Jeunesse et éducation
Owiredu est né à AKyem Ofosu dans le district de Birim Nord dans la région orientale du Ghana. Il a obtenu son diplôme de niveau O au Ghana National College en 1993. Il a ensuite obtenu un certificat d'enseignant A en 1996 du Komenda College of Education (en) et a poursuivi ses études à l'Université de Cape Coast pour obtenir son baccalauréat en éducation en 2023. Il a obtenu une licence en droit de l'Université de Londres et une maîtrise en droit de l'Université de Sunderland en 2021 et 2024 respectivement,.

## Vie politique
Charles Asuako Owiredu a participé aux primaires du Nouveau Parti Patriotique en janvier 2024 et a battu le député sortant John Frimpong Osei pour devenir le candidat parlementaire aux élections générales ghanéennes de 2024. En décembre 2024, il remporte les élections générales ghanéennes de 2024 sur la liste du Nouveau Parti patriotique avec 18 008 voix représentant 60 % des suffrages exprimés tandis que le candidat du Congrès national démocratique (Ghana), Nurudeen Fuseini, en recueille 12 003, soit 40 % des suffrages exprimés,.
Il a été nommé Haut-Commissaire du Ghana en Afrique du Sud par l'ancien président Nana Akufo-Addo,. Il a ensuite été nommé ambassadeur du Ghana aux Seychelles. Il a également exercé les fonctions de Haut-Commissaire non-résident à Maurice.
Il a également été vice-ministre des Affaires étrangères sous le premier mandat de l'ancien président Nana Akufo-Addo.